# التربة (دقة)
التربة هو معلم أثري تونسي مصنف من قبل المعهد الوطني للتراث يقع في ولاية باجة في الشمال الغربي التونسي، تحديدا في دقة تم تصنيف المعلم في يوم 1 مارس 1905.

## مقالات ذات صلة
- قائمة المعالم الأثرية المصنفة في تونس